# Truco venezolano
El truco venezolano es un juego de naipes jugado en Venezuela.

## Historia
No se sabe con exactitud desde qué época se comenzó a jugar al truco en Venezuela, pero existen hipótesis las cuales remontan a la época colonial, que afirman que el juego fue traído por inmigrantes y soldados españoles en los siglos XVIII y XIX, en donde los venezolanos rápidamente crearon y modificaron sus propias características y  algunas reglas, diferenciándose del juego de naipes truco, el cual es de origen español y árabe (truk). 
En un principio, el truco venezolano se jugaba con mayor regularidad en la región nororiental e insular del país, aunque en la actualidad se ha hecho muy popular en gran parte de Venezuela.

## Objetivo
El objetivo principal del juego es llegar a 12 o 24 puntos. Anteriormente, se utilizaban piedras para contar los puntos que llevaba cada grupo o jugador; por eso es muy común llamar a los puntos, «piedras».

## Cartas

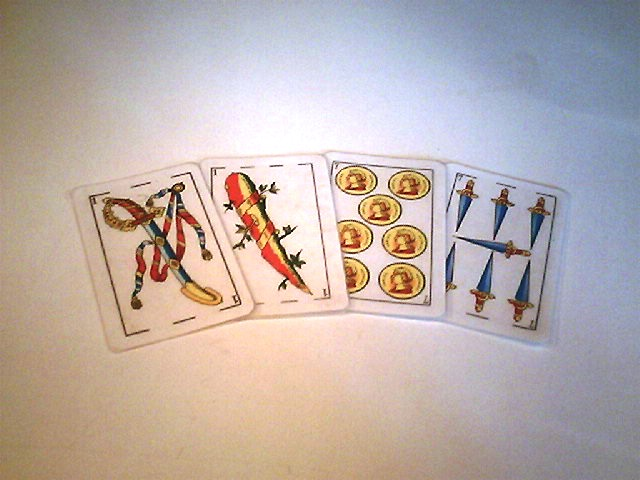
Cartas de alta jerarquía en el truco venezolano.

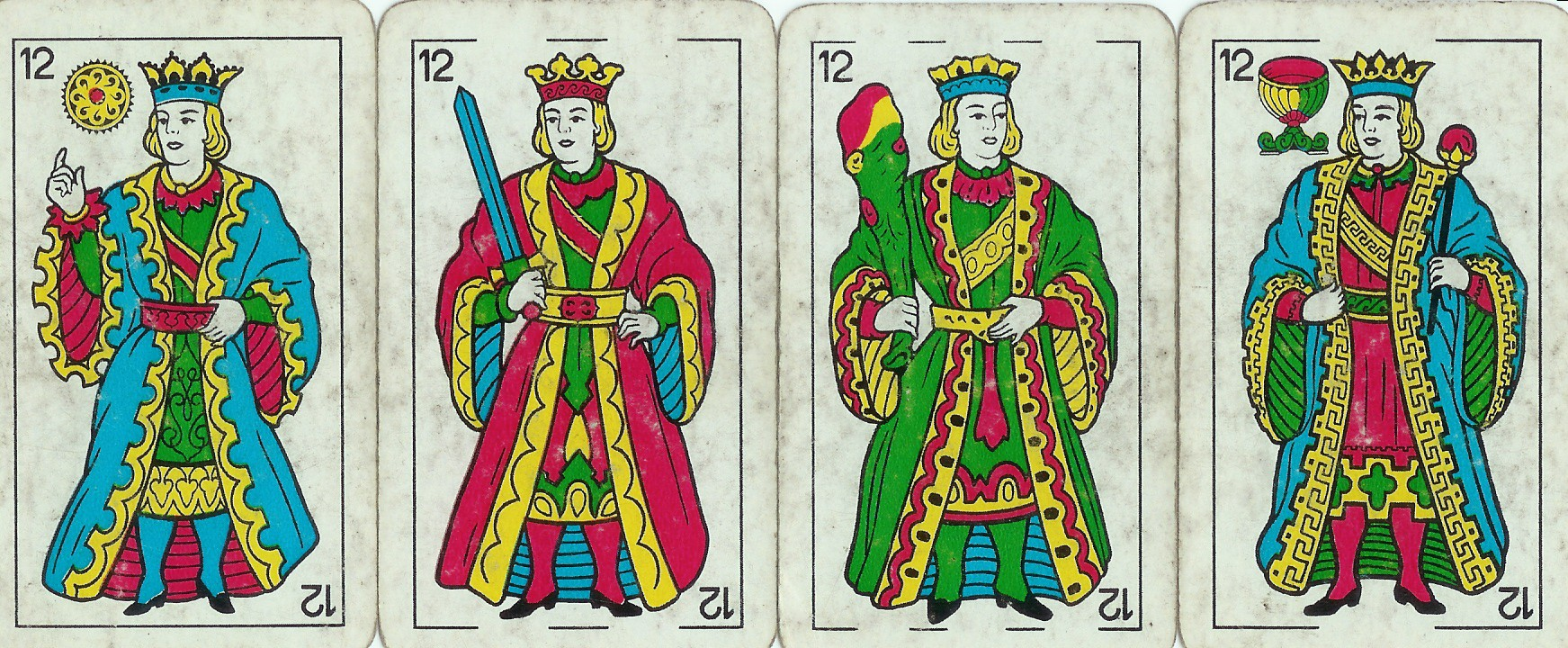
En la baraja española, las cartas tienen sus pintas (oro, espada, basto y copa), las cuales sirven también para especificar el valor jerárquico de algunas cartas en el truco venezolano. Las pintas además pueden distinguirse con las líneas superiores e inferiores que están en las cartas.

El truco venezolano se juega con una baraja española sin ochos, nueves, ni comodines. Las cartas tienen una jerarquía determinada y solo pueden ganarle a una carta de menor jerarquía. Además, las cartas tienen un puntaje determinado, que es empleado en el envido.
Existen señas popularmente conocidas para comunicar al compañero de juego en un partido de equipo con qué cartas se cuenta.
A continuación, se listan las cartas en orden jerárquico de mayor a menor y sus señas:
| Carta/s | Carta/s                                   | Seña                                                     |
| ------- | ----------------------------------------- | -------------------------------------------------------- |
|         | Perico (El macho)                         | (guiñar el ojo derecho)                                  |
|         | Perica (La hembra)                        | (guiñar el ojo izquierdo)                                |
|         | Uno de espada (Espadilla)                 | (mover la lengua hacia la derecha con la boca cerrada)   |
|         | Uno de basto (Bastillo)                   | (mover la lengua hacia la izquierda con la boca cerrada) |
|         | Siete de espada                           | (sacar la punta de la lengua hacia la derecha)           |
|         | Siete de oro                              | (sacar la punta de la lengua hacia la izquierda)         |
|         | Los tres                                  | (sin señas)                                              |
|         | Los dos                                   | (sin señas)                                              |
|         | Uno de copa y de oro                      | (sin señas)                                              |
|         | Los doces (Rey)                           | (sin señas)                                              |
|         | Los onces (Caballo)                       | (sin señas)                                              |
|         | Los diez (Sota)                           | (sin señas)                                              |
|         | Siete de copas y de bastos (Sietes malos) | (sin señas)                                              |
|         | Los seis                                  | (sin señas)                                              |
|         | Los cincos                                | (sin señas)                                              |
|         | Los cuatros                               | (sin señas)                                              |

## Reglas

### Reparto

La vira es la carta que se voltea en la mesa antes o después de cada repartimiento de cartas, para saber qué pinta tendrá el perico y la perica. Por lo general, la vira se coloca debajo del mazo.

- Primero, se debe barajar bien las 40 cartas y repartir por la parte de abajo del mazo. Si están jugando 4 personas, el jugador que está repartiendo debe entregar el mazo al jugador que se encuentra a su lado izquierdo para que pique el mazo. El jugador de la izquierda tiene varias opciones. Una de esas opciones es barajar y luego entregar el mazo. Otra es barajar, agarrar una carta, verla y entregarla a su compañero o agarrar la carta y sin verla voltearla para que sea la vira.

- Si la persona que picó, no agarró ninguna carta y entregó el mazo al jugador que le toca repartir, este último debe darle la primera carta de abajo a la persona que pica, para que la vea, la entregue a su compañero o simplemente sin verla, voltear la baraja para que sea la vira.

- Al momento de comenzar a repartir, se debe entregar la primera carta al jugador que picó para que este la vire o la vea y entregue a su compañero. Luego, el que reparte, debe ver la siguiente carta y entregársela a su compañero que se encuentra en frente, para que después se entregue una carta al jugador de la izquierda (jugador que picó) y luego, el jugador que está repartiendo se entregue una carta así mismo y de derecha a izquierda se comience a repartir hasta que todos los jugadores tengan 3 cartas. En caso de que el jugador haya repartido mal, alguien puede cantar barajo y llevarse dos puntos (piedras).

- Después de que se hayan repartido las 3 cartas para cada jugador, la persona que está repartiendo debe voltear la carta siguiente del mazo para que esta sea la vira, a menos de que el jugador que picó ya haya puesto la vira antes. Cuando culmina el reparto de cartas, el mazo debe permanecer en el lado derecho del jugador que repartió y la vira debajo.

- El primero en jugar es el que se encuentra a la derecha de la persona que repartió las cartas.

### Envido

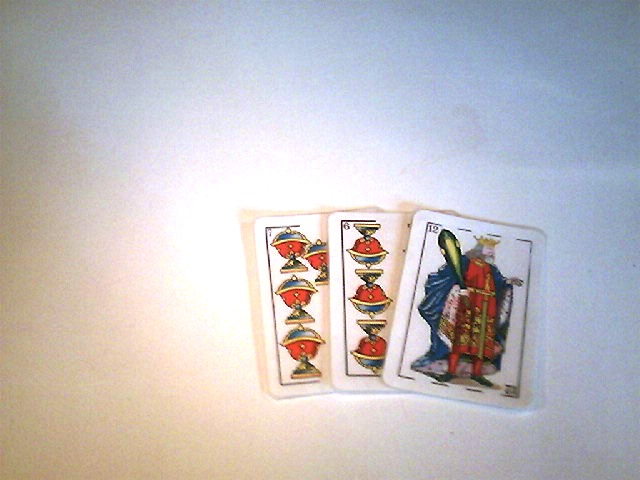
Envido de 33 puntos (piedras).

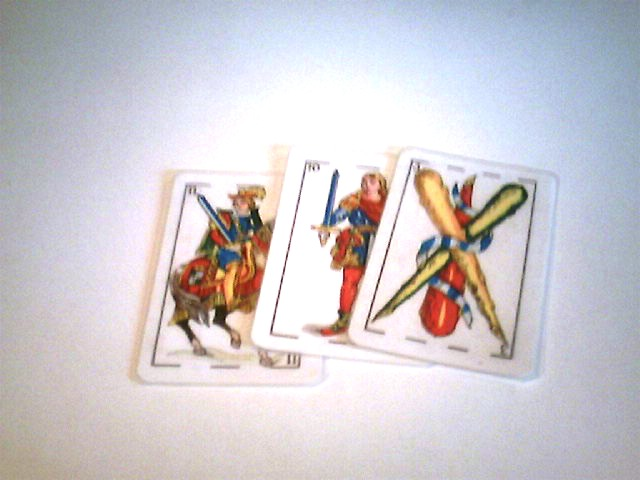
Envido de 20 puntos (piedras).

El puntaje de una carta coincide con su valor nominal excepto para los diez, los onces, y los doces; el valor de estas tres cartas es 0. Al puntaje obtenido de sumar las dos cartas del mismo palo, se le suman 20 puntos. Por ejemplo, un 3 y un 7 de oro suman 30 puntos de envido. Un 12 y 7 de copa suman 27 de envido. El perico vale 30 puntos de envido y la perica vale 29. Por ejemplo, el perico y un 5 de cualquier pinta, son 35 de envido. El perico es el 11 que tenga la misma pinta o palo de la vira y la perica es el 10. Por ejemplo, si la vira es de espada, el 11 de espada es el perico y si la vira es copa, el 10 de copa es la perica. Si la vira es un 11 o 10, el perico o la perica será reemplazado por el 12. En caso de haber envido, se mostrará al final de cada ronda. El envido solo se canta en la primera ronda.
- Se pueden envidar los puntos (piedras) que quieran, pero también existen unos cantos particulares para el envido.

| Cantos                 | Cantos |
| ---------------------- | --- |
| Envido                 | Tiene un valor de 2 puntos (piedras) si se quiere el envido. De no quererse el envido, la persona que envidó solo se llevará un punto (piedra). |
| Quiero y envido        | Se está aceptando el envido y envidando 2 puntos (piedras) más. Sería un total de 4 puntos (piedras).                                           |
| Quiero y 5 piedras más | Se está aceptando el envido y envidando 5 puntos (piedras) más. Sería un total de 7 puntos (piedras).                                           |
| Envido la falta        | Se está envidando lo que le falta al equipo o persona que lleva la delantera para llegar a 12 o 24 puntos (piedras).                            |

### Flor
Básicamente, la flor se logra cuando alguno de los jugadores tiene 3 cartas (es decir, toda su mano) del mismo palo o pinta. Por ejemplo, si hay un 7, 4 y 2 de espadas, es flor. También hay flor cuando se tiene 2 cartas de la misma pinta o palo y el perico o la perica. Por ejemplo, si hay 3 y 2 de bastos y la perica, es flor. Si el jugador tiene perico, perica y cualquier otra carta, se llama flor reservada.
Antes de iniciar la partida de truco, los jugadores deben acordar si van a jugar con flor por derecho o no. Si se acepta jugar con flor por derecho, en caso de haber flor, el jugador deberá cantar la flor en todas las rondas justo antes de jugar una carta o de lo contrario, la flor perderá su valor y también debe cantar la flor en caso de cantar el truco. Por ejemplo, «flor y truco»; «con flor, quiero». Si no se juega con flor por derecho, no es necesario cantar la flor en todas las rondas; solo basta con cantar la flor en la primera ronda de forma obligatoria o de la contrario la flor no valdrá. También puede cantarse a ley, en caso de que se tenga flor. A ley es una forma de avisar de que puede o no haber una flor. Decir a ley, es una forma de confundir al equipo contrario. El jugador que sea pie o último, no puede decir a ley en caso de que tenga flor, porque de lo contrario la flor perderá su valor. De haber flor y cantarse a ley en la primera ronda, en la segunda ronda es obligatorio cantar la flor.
- La flor reservada no es necesario que se cante en ninguna ronda. Tiene un valor de 5 puntos porque además de los 3 puntos (piedras) de la flor, se gana automáticamente 1 punto (piedra) de envido y 1 punto (piedra) de truco.

- La seña de la flor es inflar los cachetes.

- La seña de la flor reservada es guiñar el ojo izquierdo y luego el derecho o viceversa.

| Valores        | Valores            |
| -------------- | ------------------ |
| Flor           | 3 puntos (piedras) |
| Flor reservada | 5 puntos (piedras) |

### Truco

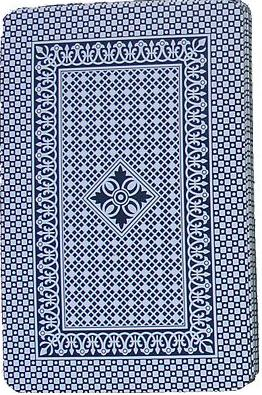
Tirar una carta volteada durante una ronda, puede resultar útil para engañar a los contrarios y esconder tu jugada. Si tiras una carta volteada, esa carta pierde su valor (todas las cartas le ganan y sólo puede haber empate con otra carta volteada). Para esta acción, también se usa el término «pasar» o «quemar» la carta.

El truco tiene un valor de 3 puntos (piedras). Ganará el equipo o jugador que haya ganado dos de las tres rondas. Si ningún jugador o equipo canta el truco, y se culminan las tres rondas, el equipo que haya ganado, solo se llevará un punto (piedra). El truco, a diferencia del envido, puede cantarse en cualquiera de las tres rondas. 
- Si en la primera ronda hay emparde, se juntarán las dos cartas restantes, y se colocará la carta de mayor valor arriba, sin mostrar la carta de la ronda del medio. Por ejemplo, si las cartas más altas jugadas de cada equipo en la primera ronda son un 3 de espada y del otro equipo un 3 de oro (ambas cartas del mismo valor), la segunda ronda no se jugará, y se verá cuál es la carta definitiva en la última ronda, para ver quién gana la mano de truco.

- - Si también hay empate en la tercera ronda (ejemplo: empardar la primera ronda con un 2 de copas y el equipo o jugador contrario jugó un 2 de bastos (ambas cartas del mismo valor), y luego en tercera ronda se jugó el 1 de copa y el equipo o jugador contrario jugó el 1 de oro (ambas cartas del mismo valor), se procederá a destapar la carta de la segunda ronda, para lograr la posibilidad de desempate.

- -     - En caso de haber triple empate en las tres rondas, ganará el truco el jugador o equipo que sea mano (a quién le haya correspondido jugar de primero, dependiendo de la posición del mazo).

- Emparde: significa «empate». Ejemplo: «las cartas de la primera ronda quedaron pardas».

|            | Puntos si se quiere | Puntos si no se quiere |
| ---------- | ------------------- | ---------------------- |
| Truco      | 3                   | 1                      |
| Retruco    | 6                   | 3                      |
| Vale 9     | 9                   | 6                      |
| Vale juego | El juego completo   | 9                      |

## Cantos y expresiones
- Ven a mí: Decirle al jugador de tu equipo que juegue una carta de baja jerarquía.
- Quédate: Decirle al jugador de tu equipo que juegue una carta de alta jerarquía.
- Voy: Decirle al jugador de tu equipo que vas a jugar una carta de baja jerarquía.
- Me quedo: Decirle al jugador de tu equipo que vas a jugar una carta de alta jerarquía.
- A ley: Decirle a todos los jugadores que existe la posibilidad de tener una flor. Este canto solo debe decirse en primera ronda y no debe decirse si se es pie o de lo contrario, de haber flor, la misma no tendrá validez.
- A ley o sin ley, juego y envido: Decirle a los jugadores que puede o no haber flor y además se está envidando. Esta expresión puede responderse «con flor, quiero» o «con ley, quiero». En caso de no tener flor y querer el envido, se puede decir «sin ley, quiero».
- Flor tengo y la mía envida: Se usa este canto cuando hay dos o más flores en la mesa y se envidan las flores. Si un jugador considera tener una flor de bajo valor, puede decir «mi flor es chica».
- ¿Cuánto privan?: Se le pregunta al jugador o equipo que le falta un punto (piedra) para ganar la partida. El prive se calcula de la misma forma que el envido, pero a diferencia del envido, en vez de valer dos puntos (piedras), el prive solamente vale un punto, porque es el punto que necesita el equipo que está privando para ganar. Por ejemplo, si se tiene la perica (29 de envido) y un 6, serían 35 de prive. En ese caso, el jugador que posee el prive debe decir «privo 35». Si ambos contrincantes o equipos están privando, simplemente gana el juego quien tenga el prive más alto.
- Prive y truco: Si el equipo o jugador que está perdiendo posee un prive más alto que su o sus adversarios, este debe cantar «prive y truco», de forma obligatoria. Si el equipo o jugador que está privando (ganando) no aceptan el truco, deben mostrar el prive para saber quién lo ganó.
- Barajo: Se canta cuando el jugador que le toca repartir, lo hace mal o si se hace alguna trampa durante el juego. El equipo o jugador que cantó el barajo, si quiere, puede llevarse dos puntos (piedras) por eso. También puede cantarse el barajo si el Perico o la Perica se muestran de manera voluntaria o involuntaria durante una partida.
- Envido las que pintan: Este canto se utiliza para identificar con el valor numérico de la carta, la cantidad de puntos (piedras) que se está envidando. Por ejemplo, si un jugador dice «envido las que pintan» y juega un 4, está indicando que está envidando cuatro puntos (piedras).
- ¿Llevas?: Expresión que se utiliza para preguntar al jugador del mismo equipo si tiene una buena cantidad de envido.